# Cheech och Chong

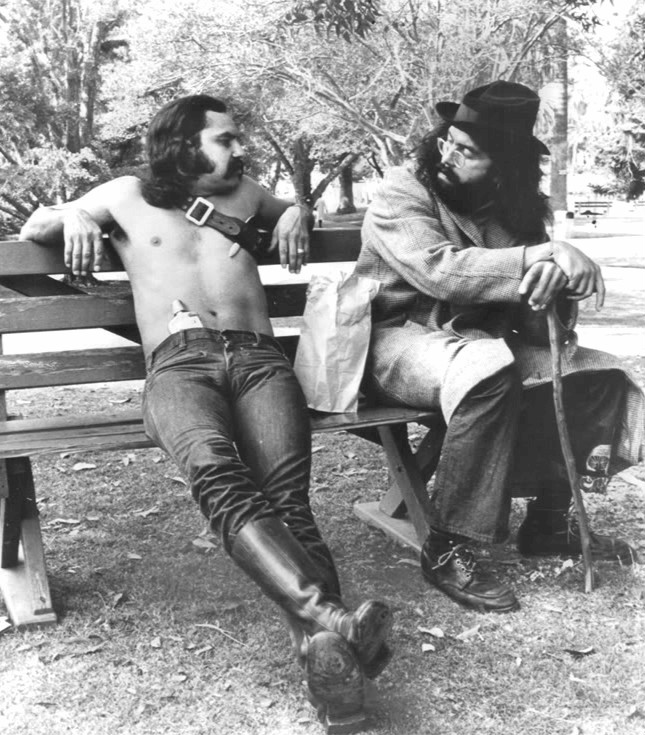
Cheech och Chong 1972.

Cheech och Chong är ett amerikanskt komikerpar bestående av Cheech Marin och Tommy Chong. De gjorde flera humorskivor under 1970-talet men slog igenom för en större publik 1978 med filmen Up in smoke. Mycket av deras humor kretsar kring droger, speciellt olika former av marijuana. 

## Filmografi
- Upp i rök (1978)
- Cheech och Chongs nästa film (1980)
- Cheech & Chongs sköna drömmar (1981)
- Cheech & Chong - knas i kvadrat (1982)
- Cheech & Chong röker vidare (1983)
- Cheech & Chong - de korsikanska bröderna (1984)
- Cheech & Chong - Get Out Of My Room (1985)
- Cheech & Chong's Animated Movie (2013)